# Cucaracha
La Squadriglia Cucaracha era una unità aerea formata dai piloti della Regia Aeronautica nell'agosto 1936 durante la guerra civile spagnola, che utilizzava aerei Fiat C.R.32.

## Storia

### Costituzione
Meno di un mese dopo lo scoppio della Guerra civile spagnola, all'alba del 14 agosto 1936, il mercantile italiano Nereide scortato dai cacciatorpediniere Luca Tarigo e Antonio da Noli, e dagli incrociatori leggeri Giovanni delle Bande Nere e Muzio Attendolo della Regia Marina entrò nel porto di Melilla, sulla costa mediterranea del Marocco spagnolo. Questa importante città era stata occupata quattro settimane prima dalle forze nazionaliste guidate dallo stesso generale Francisco Franco. Il carico della nave era di 12 CR.32, imbarcato nel porto italiano di La Spezia una settimana prima.
Oltre ai pezzi di ricambio per i caccia Fiat, la nave aveva anche trasportato 18 volontari dalla Regia Aeronautica in Nord Africa, con i loro passaporti recanti informazioni false. Tra di loro c'erano i primi 12 piloti di caccia italiani ad arrivare sul territorio spagnolo. Erano guidati dal capitano Vincenzo Dequal ("Paride Limonesi") del 1º Stormo Caccia Terrestre e i suoi piloti erano il tenente Vittor Ugo Ceccherelli ("Vaccarese"), anch'essa della 1º Stormo CT, tenente Ernesto Monico ("Preti") della 4º Stormo CT e sottotenente Giuseppe Cenni ('Vittorio Stella') del 1º Stormo CT.

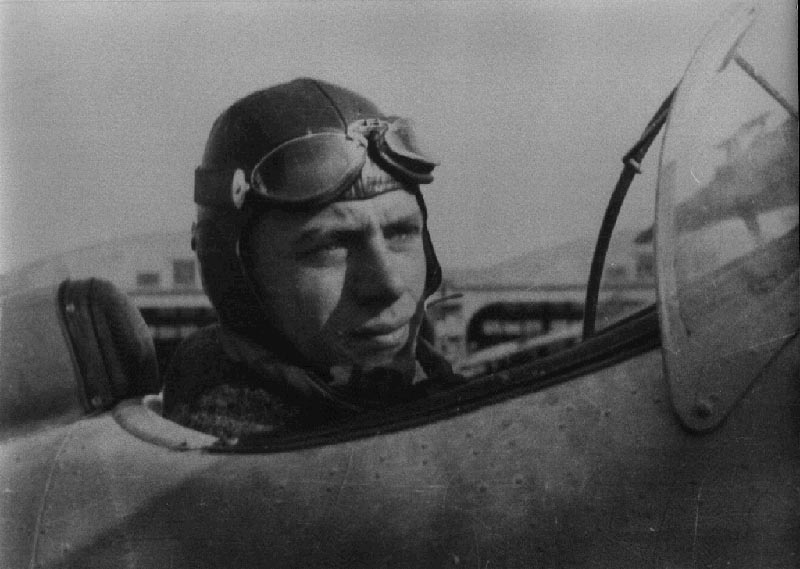
Giuseppe Cenni in Spagna a bordo di un CR.32, a soli 21 anni fu tra i primi assi da caccia italiani: 8 vittorie.

I restanti piloti arruolati erano il sergente maggiore Giuseppe Avvico ("Nannini") del 4º Stormo CT, il sergente maggiore Bruno Castellani ("Ribaudi") del 6º Stormo CT, il sergente maggiore Sirio Salvadori ("Salvo") del 4º Stormo CT, sergente Angelo Boetti ('Ilacqua') del 1º Stormo CT, sergente Adamo Giuglietti ('Guglielmotti') del 1º Stormo CT, sergente Giovanni Magistrini ('Marietti') del 1º Stormo CT, sergente Vincenzo Patriarca ('Boccolari') del 4º Stormo CT e sergente Guido Presel ('Sammartano') del 6º Stormo CT. I tecnici di terra erano composti da soli tre montatori di aerei e tre meccanici.
Dopo essere stati accolti dagli ufficiali spagnoli e dal console locale italiano, i piloti ed il personale di terra sono stati immediatamente arruolati nel Tercio de Extranjeros con i loro gradi equivalenti ed inquadrati nell'Aviacion de el Tercio comandata da Ruggero Bonomi.
I CR.32 furono assemblati a Nador (Melilla) nel corso di diversi giorni e trasferiti per via aerea all'Aeroporto di Siviglia, nel sud della Spagna.

### La squadriglia
I 12 CR.32 furono integrati nell'Aviación del Tercio e questi, la prima unità da combattimento di questa forza divenne la Primera Escuadrilla de Caza dell'Aviación del Tercio (1ª Escuadrilla de Caza del Tercio o Squadriglia Cucaracha) e fu comandata dal Capitano Dequal.
Le operazioni iniziali della nuova squadriglia consistevano in pattuglie e missioni singole come dettato dalle particolari esigenze operative e dalla limitata efficienza dei suoi velivoli. I piloti dei CR.32 all'inizio hanno avuto qualche problema ad avere un impatto sulle loro controparti repubblicane perché solo due delle decine di aerei della Fiat in campo hanno vantato bussole a seguito di una supervisione delle forniture in Italia! La mancanza di familiarità con il terreno spagnolo e le mappe inadeguatamente dettagliate hanno ulteriormente aggravato i problemi di navigazione dell'unità in aria, ed il risultato finale è stato il disorientamento del pilota che culmina in atterraggi di emergenza ed aerei danneggiati.
Inizialmente, ai CR.32 venivano assegnati compiti difensivi, pattugliavano le forze nazionaliste in testa in Andalusia e li proteggevano dagli attacchi aerei, oltre a scortare i bombardieri S.M.81. I biplani italiani fornirono anche copertura aerea per le colonne di fanteria dell'esercito africano che erano state trasportate in Spagna negli Ju 52/3ms. Queste truppe erano particolarmente vulnerabili agli attacchi dell'aeronautica repubblicana numericamente superiore nelle prime settimane della guerra mentre avanzavano verso nord, occupando l'Estremadura occidentale. Il prossimo obiettivo dell'esercito africano era la capitale spagnola, Madrid, che intendeva occupare in modo da rivendicare un riconoscimento internazionale a favore di una nuova amministrazione nazionalista.
Il 21 agosto, la Sezione di Ceccherelli, Salvadori e Boetti, che era a Cordova a difesa della città da giorni soggetta agli attacchi aerei governativi, respinge una formazione di bombardieri nemici scortati dalla caccia. Ceccherelli ottiene la prima vittoria della squadriglia, abbattendo un Nieuport-Delage NiD-52 della scorta. Il 27 agosto, Ceccherelli e Magistrini, attaccano una formazione di bombardieri nemici in avvicinamento a Granada, costringendoli a tornare indietro. Nel combattimento Magistrini abbatte sull’aeroporto di Guadix un caccia della scorta, il Dewoitine D.371 del tenente Antonio de Haro Lopez, che precipita.
Il 31 agosto Monico e Castellani di base a Càceres, dopo una missione nei cieli di Madrid, al rientro vengono sorpresi da sette aerei ed entrambi abbattuti, Castellani prende terra in emergenza nelle linee amiche, Monico dopo essersi lanciato, viene catturato ed ucciso.
L'11 settembre successivo, vanno in azione prima Dequal, Patriarca ed Avvico, poi Joaquín García-Morato, Raffaele Chianese (4º Stormo) ed Achille Buffali (6º Stormo), seguiti da Adriano Mantelli (1º Stormo) e Gianlino Baschirotto (6º Stormo) ed infine Giorgio Franceschi (4º Stormo) e Magistrini, di scorta ad un bombardiere Junkers Ju 52 spagnolo. Alla fine della giornata dopo gli scontri con le formazioni aeree nemiche le 4 pattuglie rivendicano l’abbattimento di 7 aerei nemici.

### Gruppo autonomo
In questo periodo i caccia delle 2 squadriglie vengono definiti dai marocchini "cucarachas", ovvero scarafaggi. Un artista interpreta il soggetto immortalando la sua "Cucaracha" sulle fiancate dei primi CR 32 rappresentando un grillo, dallo sguardo truce, fornito di ampie antenne e di 2 fauci a tenaglia, in capo un fez con nappina, mentre suona un sassofono dal quale esce un aereo.
Successivamente la denominazione verrà assunta dal II° Gruppo, quando sarà costituito dalle Squadriglie 3ª, 4ª e 5ª, condotte da Brambilla, Armando François e Viola. 
Il 28 dicembre 1936 l'Aviacion de el Tercio diventa l'Aviazione Legionaria.
Nell’aprile 1937 il II° diverrà il XVI Gruppo "Cucaracha" dell'Aviazione Legionaria comprendente la 24ª Squadriglia, che precedentemente era la 1ª Escuadrilla de Caza del Tercio o Squadriglia Cucaracha.